# Port lotniczy Apataki
Port lotniczy Apataki – port lotniczy położony na atolu Apataki, należącego do archipelagu Tuamotu (Polinezja Francuska).